# Nijs Korevaar
Nijs Cornelis Korevaar (Mijnsheerenland, 31 dicembre 1927 – Altendorf, 1º dicembre 2016) è stato un pallanuotista olandese, vincitore di una medaglia di bronzo all'olimpiade di Londra 1948 e di una medaglia d'oro ai Campionati Europei 1950.
Ha disputato anche i Giochi di Helsinki 1952.